# 帕拉斯科維伊夫卡 (巴赫穆特區)
48°39′42″N 38°00′08″E / 48.66167°N 38.00222°E
帕拉斯科維伊夫卡（羅馬化：Paraskoviivka）是位於烏克蘭東部的村莊，由頓涅茨克州巴赫穆特區的索萊達爾市鎮負責管轄，並處於巴赫穆特以北約7公里。
這村的海拔高度99米，2001年人口為2807人。

## 歷史
在1932-1933年的烏克蘭大饑荒中，至少有50名村民過世。
在俄烏戰爭中，由於該村的位置對在試圖包圍巴赫穆特的俄軍相當重要，所以帕拉斯科維伊夫卡飽受俄方砲擊。2023年2月18日，俄罗斯雇佣兵集团瓦格纳攻占了帕拉斯科維伊夫卡。

## 人口統計
根據 2001年烏克蘭人口普查，村民的母語分配如下：
- 烏克蘭語：77.2%
- 俄語：22.2%
- 其他：0.6%